# ميخائيل بيتر (مجدف)
ميخائيل بيتر (بالألمانية: Michael Peter)‏ هو مجدف ألماني، ولد في 8 سبتمبر 1968.

## وصلات خارجية
- ميخائيل بيتر على موقع الاتحاد الدولي للتجديف (الإنجليزية)
- ميخائيل بيتر على موقع أوليمبيديا (الإنجليزية)